# كاسلفينيا داون أوف سورو
كاسلفينيا داون أوف سورو (بالإنجليزية:Castlevania: Dawn of Sorrow) (باليابانية:悪魔城ドラキュラ 蒼月の十字架) ، هي لعبة إلكترونية من نوع خيال علمي ومغامرات، أنتجت شركة كونامي سنة 2005م، وتهدف القصة للبحث عن بقايا من مصاصي الدماء في قلعة مهجورة ضخمة يسكن فيها مجموعة من المسوخ.

## وصلات خارجية
- كاسلفينيا داون أوف سورو على موقع IMDb (الإنجليزية)

- Official website (باليابانية)
- Official Castlevania website